# Parafia Kościoła Katolickiego Mariawitów w Łowiczu
Parafia Przenajświętszego Sakramentu w Łowiczu – mariawicka parafia kustodii płockiej, Kościoła Katolickiego Mariawitów w RP.
Ostatnim proboszczem parafii była siostra kapłanka Walentyna Maria Bożenna Chabowska (zm. 2024).

## Historia
Parafia mariawicka w Łowiczu została założona w 1908, wtedy liczyła 250 wiernych, a przewodniczył jej ks. Stanisław Siedlecki. 4 września 1910, w nowo zbudowanym kościele odbyła się konsekracja biskupia kapłanów: Romana Marii Jakuba Próchniewskiego i Leona Marii Andrzeja Gołębiowskiego. Sakry udzielił biskup Jan Maria Michał Kowalski przy współudziale biskupów Gerarda Gula i Jakuba van Thiela, w czasie konsekracji obecna była także s. Maria Franciszka Kozłowska. W 1935 część parafian, wraz z proboszczem kapł. Stanisławem Marią Tytusem Siedleckim, opowiedziała się za reformami abp Michała Kowalskiego i utworzyła parafię Kościoła Katolickiego Mariawitów. Kaplica parafialna znajduje się w budynku mieszkalnym przy ul. Browarnej 9A, w całości należącym do Kościoła; do nieruchomości przylega ogród.

## Nabożeństwa
- Nabożeństwo niedzielne o godz. 11.00
- Adoracja miesięczna – 4. dnia każdego miesiąca[2]